# Трайон, Уильям
Уильям Трайон (англ. William Tryon; 8 июня 1729 — 27 января 1788) — британский военный и колониальный чиновник, командовал пехотным полком в годы Семилетней войны, губернатор коронной колонии Северная Каролина и 39 губернатор провинции Нью-Йорк. После начала войны за независимость британских колоний он был вынужден бежать из Нью-Йорка на корабль «Галифакс». В 1777 году ему удалось разбить американскую армию в сражении при Риджфилде. В 1780 году он вернулся в Англию.

### Статьи
- Nelson, Paul David. William Tryon Confronts the American Revolution, 1771–1780 (англ.) // The Historian. — Taylor & Francis, Ltd., 1991. — Vol. 53, iss. 2. — P. 267-284.